# Transportes Urbanos de Guimarães
A empresa Transportes Urbanos de Guimarães ou Transurbanos de Guimarães (TUG) é a concessionária do serviço público de carreiras urbanas em Guimarães, Portugal.
A concessão, pelo município, dos transportes públicos vimaranenses foi iniciada em Outubro de 1979, sendo o contrato concedido, com um caderno de encargos, onde entre outras coisas se define as frequências mínimas ou o período de funcionamento.

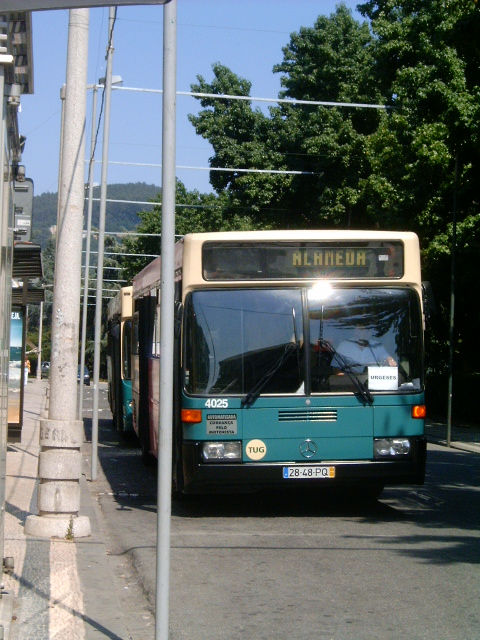
Autocarro dos TUG em 2005.

Inseridos no grupo britânico Arriva, a sua pintura é, desde inícios de 2007, idêntica à da casa-mãe, com a sigla TUG em verde alface. Foi também recentemente introduzida a bilhética sem contacto na rede desta empresa, bem como novos fardamentos para os seus funcionários.
Completando a renovação de imagem, entraram ao serviço 15 viaturas em segunda mão, de 1996, substituindo outras 15 datadas de entre 1987 a 1990. Em 2005 tinha 22 carreiras em funcionamento e a frota da empresa era constituída por 34 viaturas com uma idade média de frota de 10,5 anos. A partir de 2011 a cor do lettering dos TUG foi mudada para branco com a entrada em serviço de dois novos autocarros Mercedes-Benz Citaro.
Em 2011 com a renegociação do contrato de concessão dos TUG, foram introduzidas várias melhorias. A empresa investiu na renovação da frota com, em Fevereiro de 2012, a entrada ao serviço de 8 novos autocarros Mercedes-Benz Citaro, investimento que permitiu o abate de vários autocarros com várias décadas de serviço. Além disso, foi criado um site na Internet com informação sobre a empresa, a sua rede e horários. Foi instalado um sistema de ajuda à exploração baseado na localização em tempo-real dos veículos em circulação o que permitirá, no futuro, disponibilizar informação em tempo real aos passageiros. Por fim, a rede foi reestruturada, nomeadamente com a criação da linha "Cidade" resultado da fusão das antigas linhas urbanas nº1 e 2.
Em 2013, a rede de transportes urbanos cobria 23 freguesias, servindo 50,9% da população municipal.
Com o abandono das suas operações em Portugal, anunciado para o final de 2021, a Arriva desvincula-se da concessão TUG, dando lugar ao novo operador Guimabus, do grupo Vale do Ave Transportes que detém a concessão para o período 2022-2031.
Num vídeo promocional lançado a 14 de dezembro de 2021, novo operador apresenta as seguintes métricas:
- 69 freguesias abrangidas(01′29″)
- 1519 paragens(01′39″)
  - >1500 horários(01′40″)
- 66 carreiras(01′37″)
  - +8 carreiras noturnas(01′42″)
  - 365 dias/ano(01′45″)
- 85 viaturas(01′06″)
  - 100% das quais adaptadas para mobilidade reduzida(01′23″)
  - 22 das quais de motorização elétrica(00′59″)
- 134 funcionários(01′11″)
- 3 600 000 km/ano(01′17″)

A operação da Guimabus teve início a 1 de Janeiro de 2022, com uma frota de 80 autocarros, dos quais 22 são eléctricos (esperando-se que sejam 26 até finais de 2022).